# Пуздерци
Пуздерци (мкд. Пуздерци) су насеље у Северној Македонији, у источном делу државе. Пуздерци су у саставу општине Пробиштип.

## Географија
Пуздерци су смештени у источном делу Северне Македоније. Од најближег града, Пробиштипа, насеље је удаљено 12 km југозападно.
Насеље Пуздерци се налази у историјској области Злетово, на југозападном ободу Злетовске котлине. Западно од насеља издиже се планина Манговица. Надморска висина насеља је приближно 450 метара.
Месна клима је умерено континентална.

## Становништво
Пуздерци су према последњем попису из 2002. године имали 34 становника.
Претежно становништво у насељу су етнички Македонци (94%), а остало су Цигани.
Већинска вероисповест месног становништва је православље.